# Aeroportul Salina-Gunnison
Aeroportul Salina-Gunnison (IATA: SBO, FAA LID: 44U) este un aeroport din Utah, Statele Unite ale Americii ce deservește zona Salina⁠(d). A fost numit după zona deservită.
Situat la o altitudine de 1.572 m, aeroportul dispune de 1 pistă.

## Infrastructură

### Piste
Aeroportul dispune de o singură pistă. Pista 2/20 are suprafața de asfalt și dimensiunile 3.855 picioare × 60 picioare. 